# Johan Soairez Somesso
Johan Soairez Somesso (fl. XII-XIII secolo) è stato un trovatore, attivo nei primi decenni del XIII secolo, membro possibilmente della famiglia nobile dei Valadares. Oggi, della sua opera si conservano un totale di 25 componimenti poetici (un sirventés e ventiquattro cantigas de amor).